# Piplärkan 6

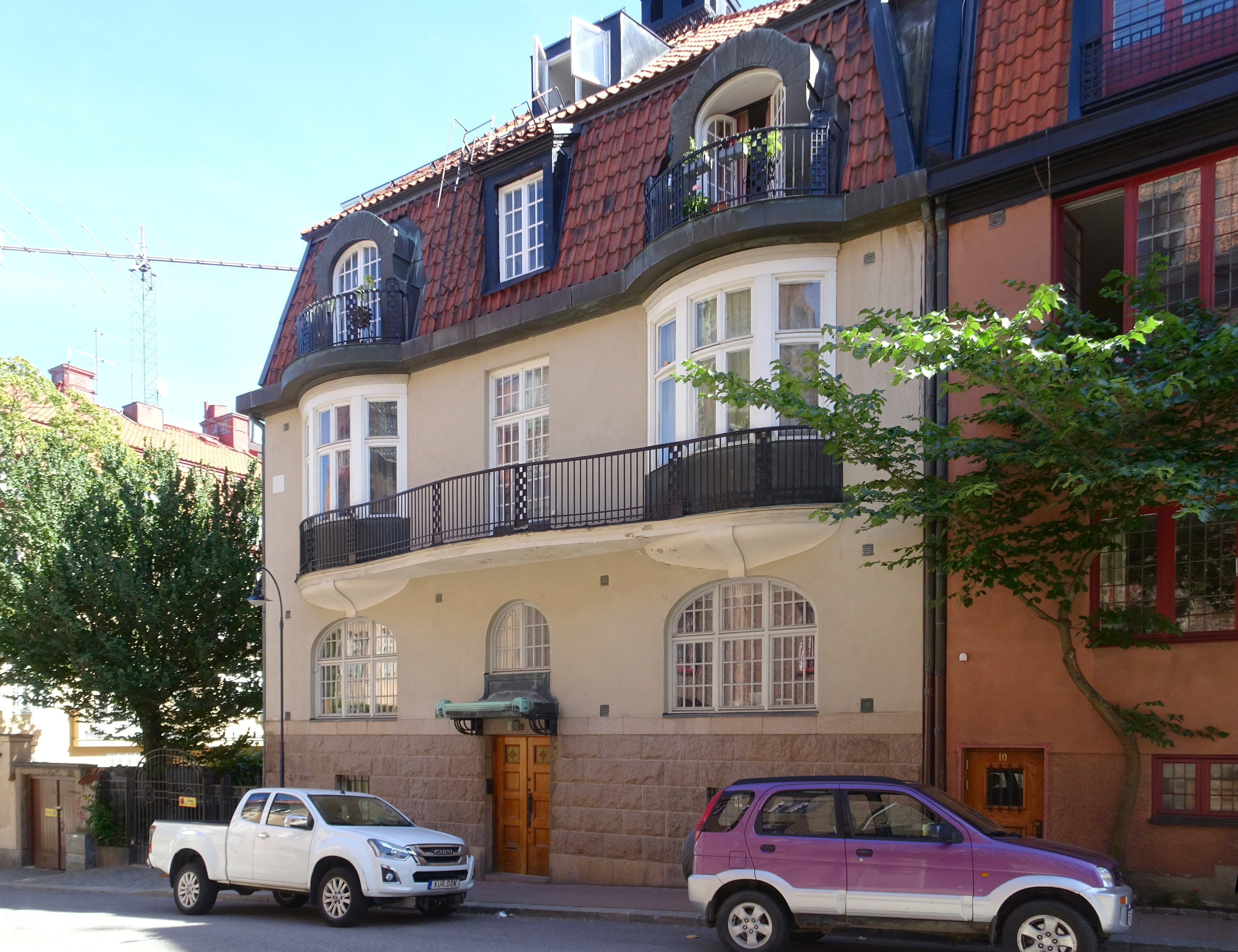
Piplärkan 6, Baldersgatan 12, augusti 2022.

Piplärkan 6 är en kulturhistoriskt värdefull villafastighet i kvarteret Piplärkan i Lärkstaden på Östermalm i Stockholm. Stadsvillan vid Baldersgatan 12 ritades 1910–1912 av arkitektkontoret Hagström & Ekman och uppfördes av byggmästaren Carl Wiktor Andrén. Fastigheten är grönmärkt av Stadsmuseet i Stockholm, det innebär "särskilt värdefull från historisk, kulturhistorisk, miljömässig eller konstnärlig synpunkt".

## Bakgrund

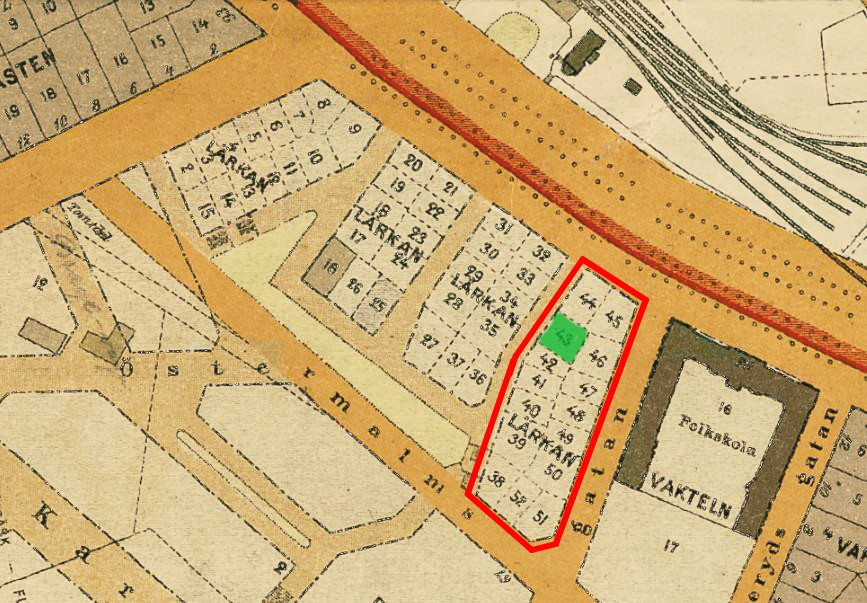
Kvarteret Lärkan, tomt nr 42 (nuvarande Piplärkan 6), 1909

I februari 1909 inleddes auktionerna av de 51 villatomterna i kvarteret Lärkan. Piplärkan 6 (tidigare tomt nr 43) förvärvades den 15 september 1910 av arkitektkontoret Hagström & Ekman för att omgående sälja vidare till byggherren, E. Hansson. Han titulerade sig ”byggmästare” i Stockholms adresskalender från 1913, men det var inte han som kom att bygga huset utan Carl Wiktor Andrén. Tomten omfattade en areal om 391,2 kvadratmeter ”å fri och egen grund” och utgjorde hörntomten i raden Piplärkan 2–6. Till egendomen hörde även mark för en infart från Baldersgatan samt en liten trädgård som var en viktig del i Per Olof Hallmans stadsplan för Lärkstaden. Samma dag köpte Hagström & Ekman även granntomten, Piplärkan 5, som också kom att ritas och bebyggas av Hagström & Ekman respektive Andrén.

## Byggnadsbeskrivning

### Exteriör
Huset på Piplärkan 6 uppfördes i två våningar med en utbyggd vindsvåning under ett brutet tegeltäckt pyramidtak. Taklisten och takets brytlinje fick samma höjd som Piplärkan 5 och anslöt därmed på ett naturligt sett. Fasaderna slätputsades i ljusbeige kulör på en hög sockel av röd, grovhuggen granit. Mot gatan dominerar två burspråk som är krönta av var sin balkong och som är sammanlänkade med en lång och något utsvängd balkong. Fönstren i bottenvåningen är välvda och småspröjsade. Sekundärentrén mot gatan väderskyddas av ett vackert formgivet och kopparklätt skärmtak. Huvudentrén är från norra gaveln. Den utgör en egen volym i en våning som är kopparklädd, har tre stora fönster och balkong överst. Stilen är jugendinspirerad.

### Interiör
Piplärkan 6 var avsedd som stadsvilla för en enda familj. Det fanns även en liten portvaktslägenhet om 1 rum och kök på bottenvåningen. Därmed uppfyllde villan helt Lärkans stadsplanebestämmelser som föreskrev högst ett kök i varje fastighet med undantag för ett mindre kök i lägenheter för gårdskarlar eller portvakter. Tre rum på bottenvåningen var på ritningen markerade ”event kontor” och ”event chefsrum”. Herrskapets bostad låg huvudsakligen på våningarna 1 och 2 trappor. 
Rumsfördelningen var enligt arkitektritningarna från 1910 följande.
- Källarvåning (under del av huset) – pannrum, kol- och vedförråd, matkällare, tvättstuga och en mathiss som gick genom samtliga våningar.
- Bottenvåning – huvudtrappan, hall (tambur), portvaktslägenhet, herrum och bibliotek (mot gatan) samt biljardrum mot gården.
- Våning 1 trappa – huvudtrappa, herrum, salong och ett litet blomrum (mot gatan) samt sal och kök (mot gården).
- Våning 2 trappor (vindsvåning) – två sovrum mot gatan med ett stort toalettrum (för omklädnad och personlig hygien) däremellan samt ytterligare ett sovrum, jungfrurum och badrum (mot gården).

Originalritningar från 1910.
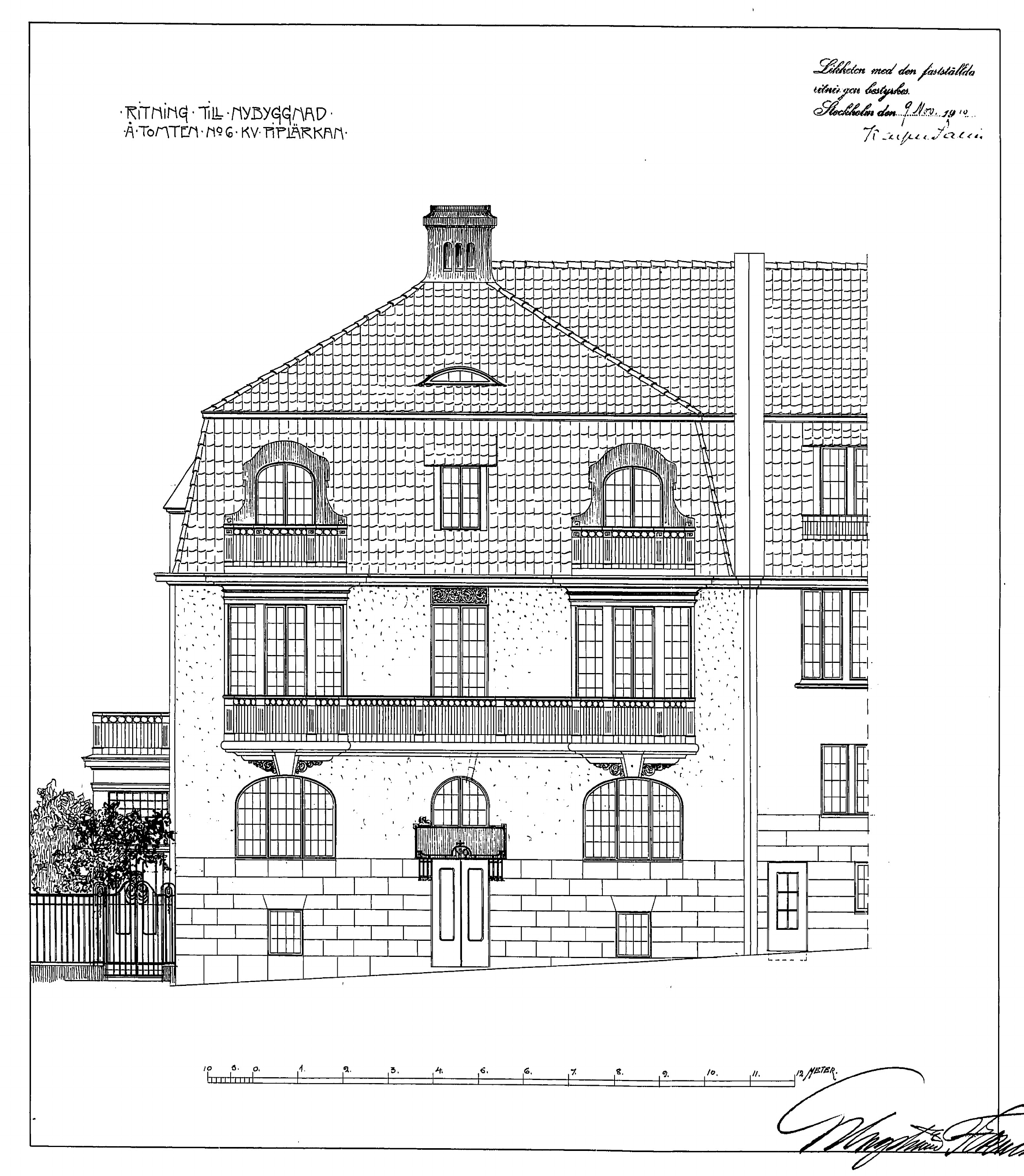
Fasad mot gatan.
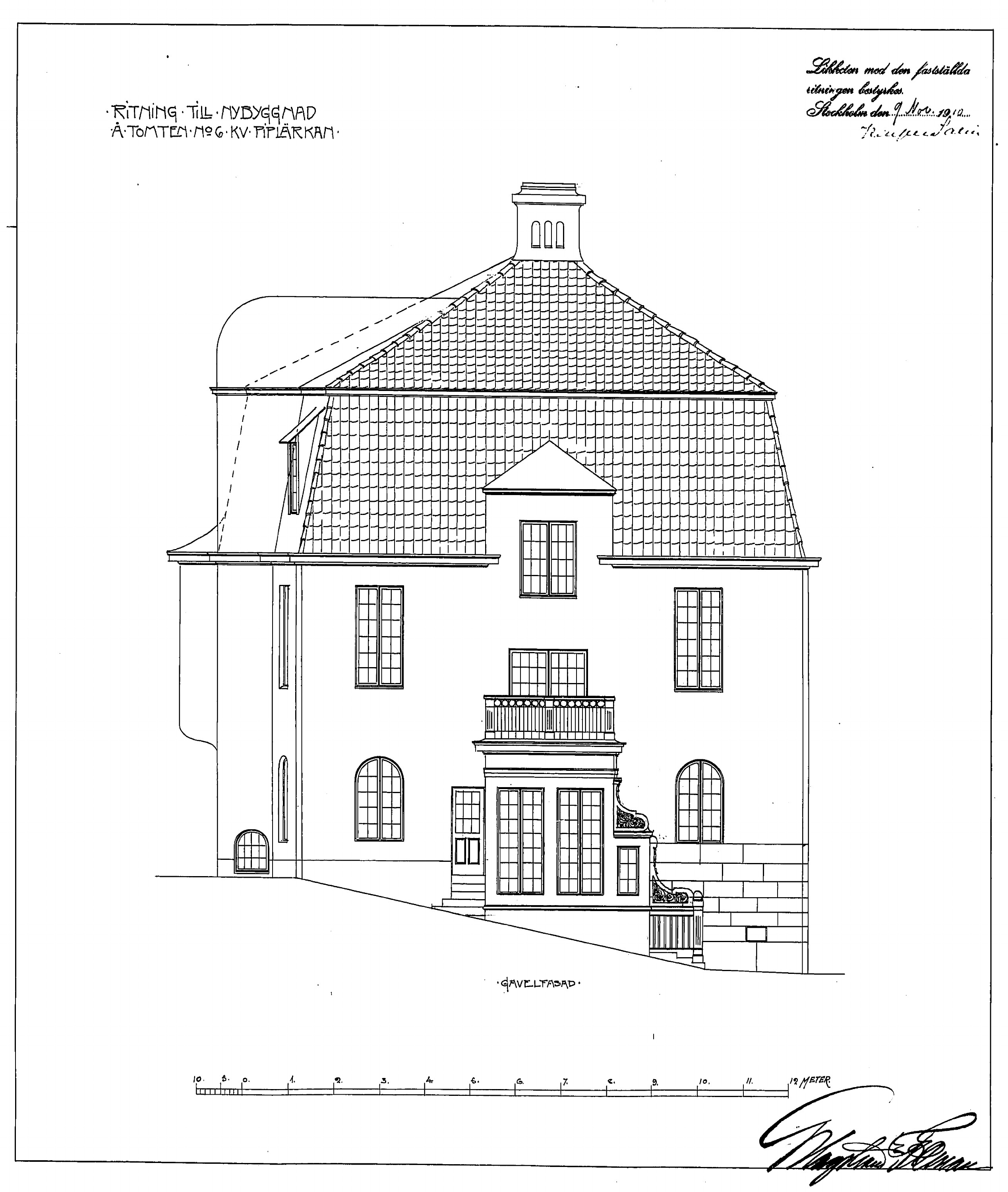
Gavelfasaden.
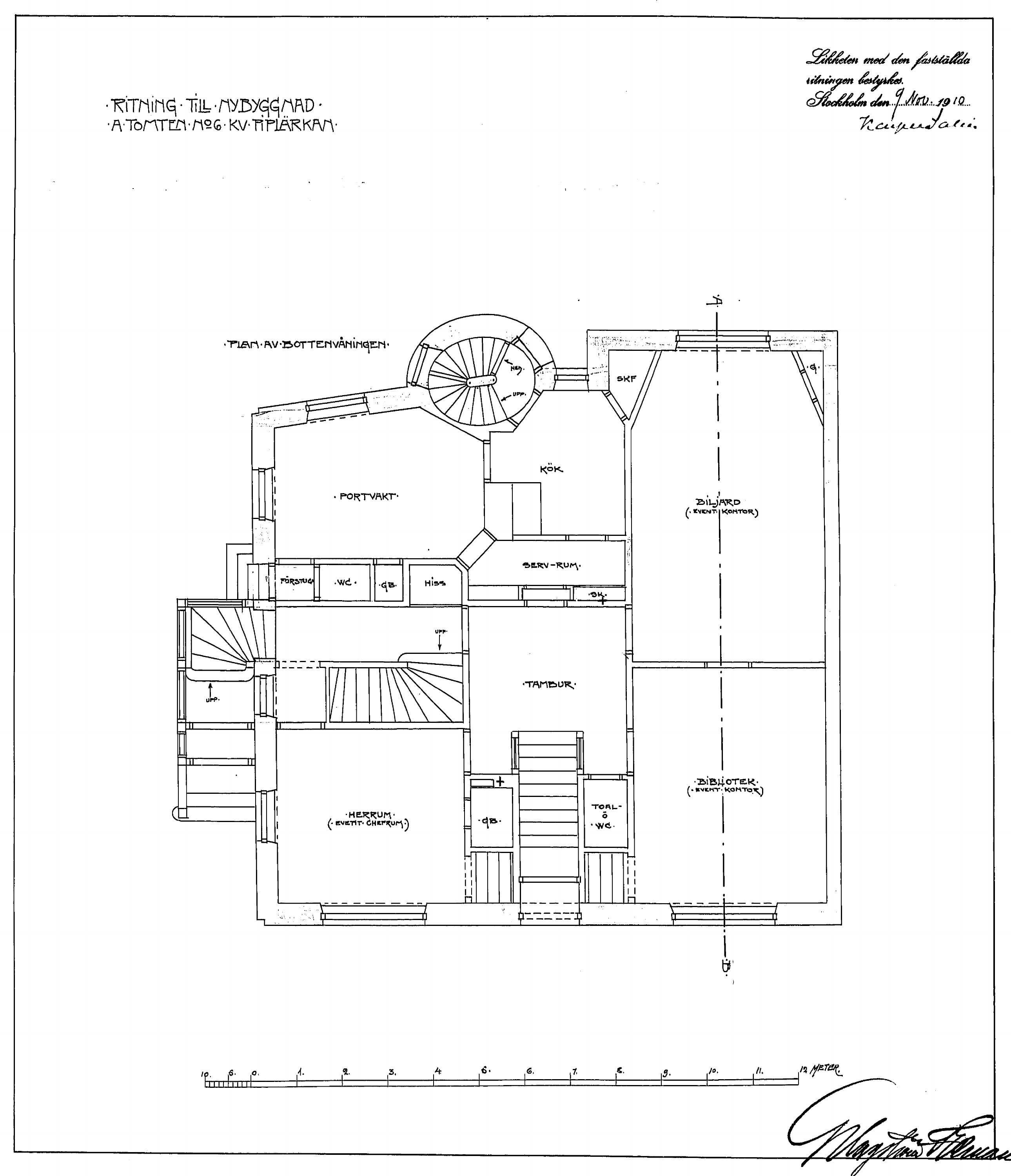
Bottenvåning.
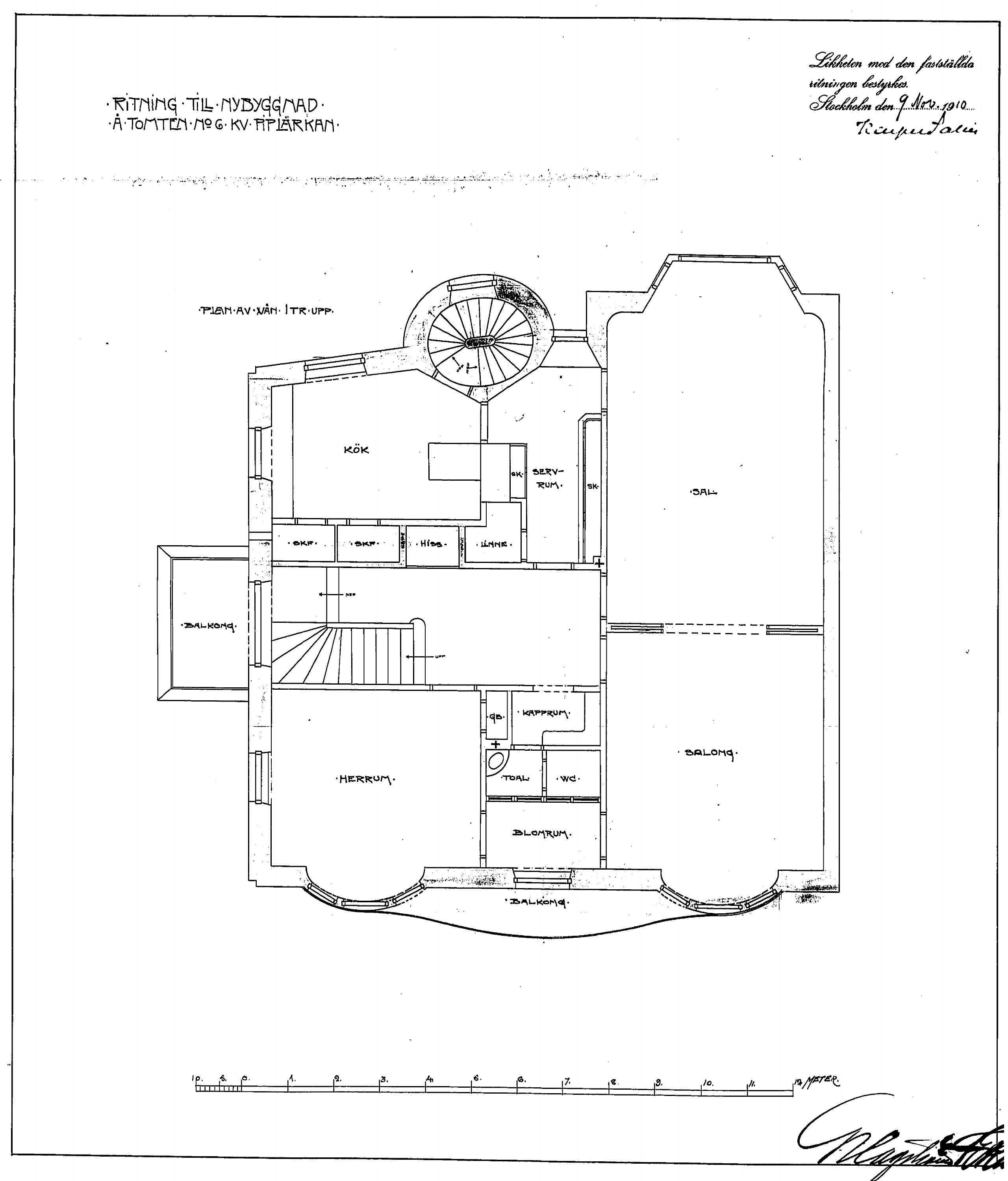
Våning 1 trappa.
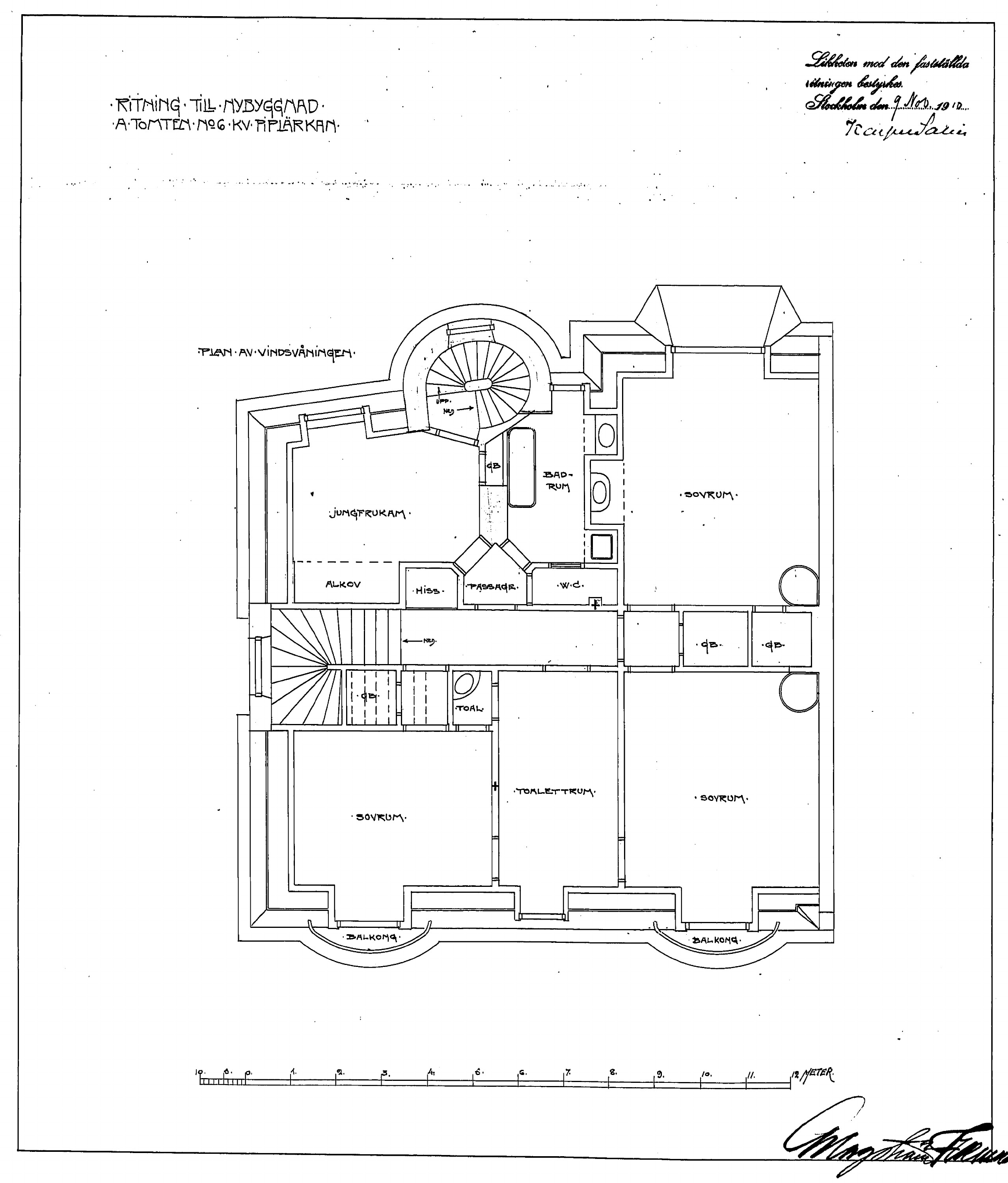
Våning 2 trappor (vindsvåning).
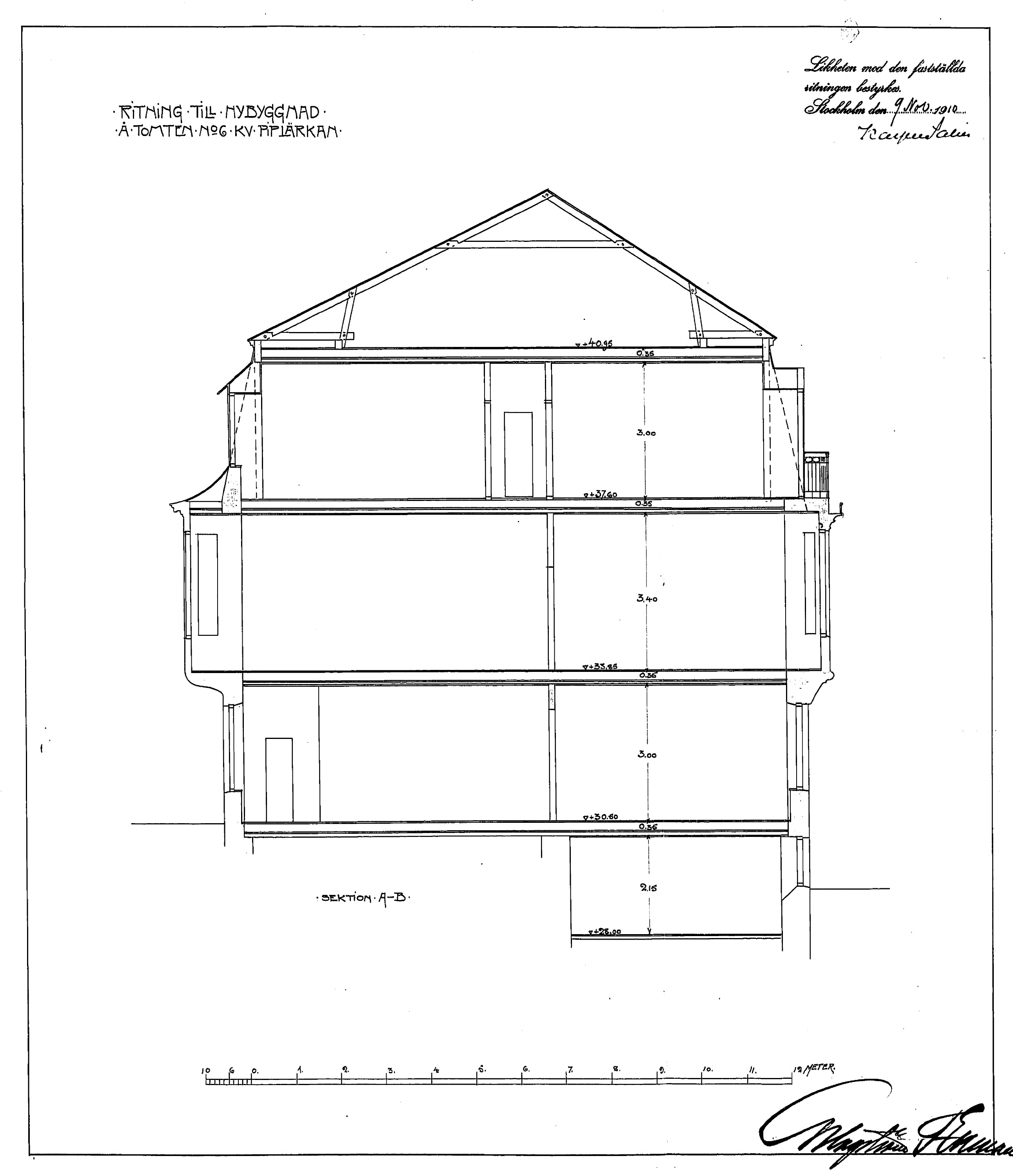
Sektion.

## Husets vidare öden
Byggherren Hansson bodde inte själv i villan utan hyrde ut till regeringsintendenten Gustaf Lindström. 1915 hade Hansson politikern Oscar von Sydow som hyresgäst. 1917 gick egendomen till vice häradshövdingen Gustaf Abenius, samtidigt utfördes några ändringsarbeten efter ritningar av arkitekt Rudolf Arborelius. På 1940-talet uppdelades den stora lägenheten på våning 1 och 2 trappor i två separata bostäder. På 1970-talet byggdes råvinden om till en lägenhet om två rum med pentry. 2022 ägdes fastigheten av en privatperson som även bor där.

Nutida bilder
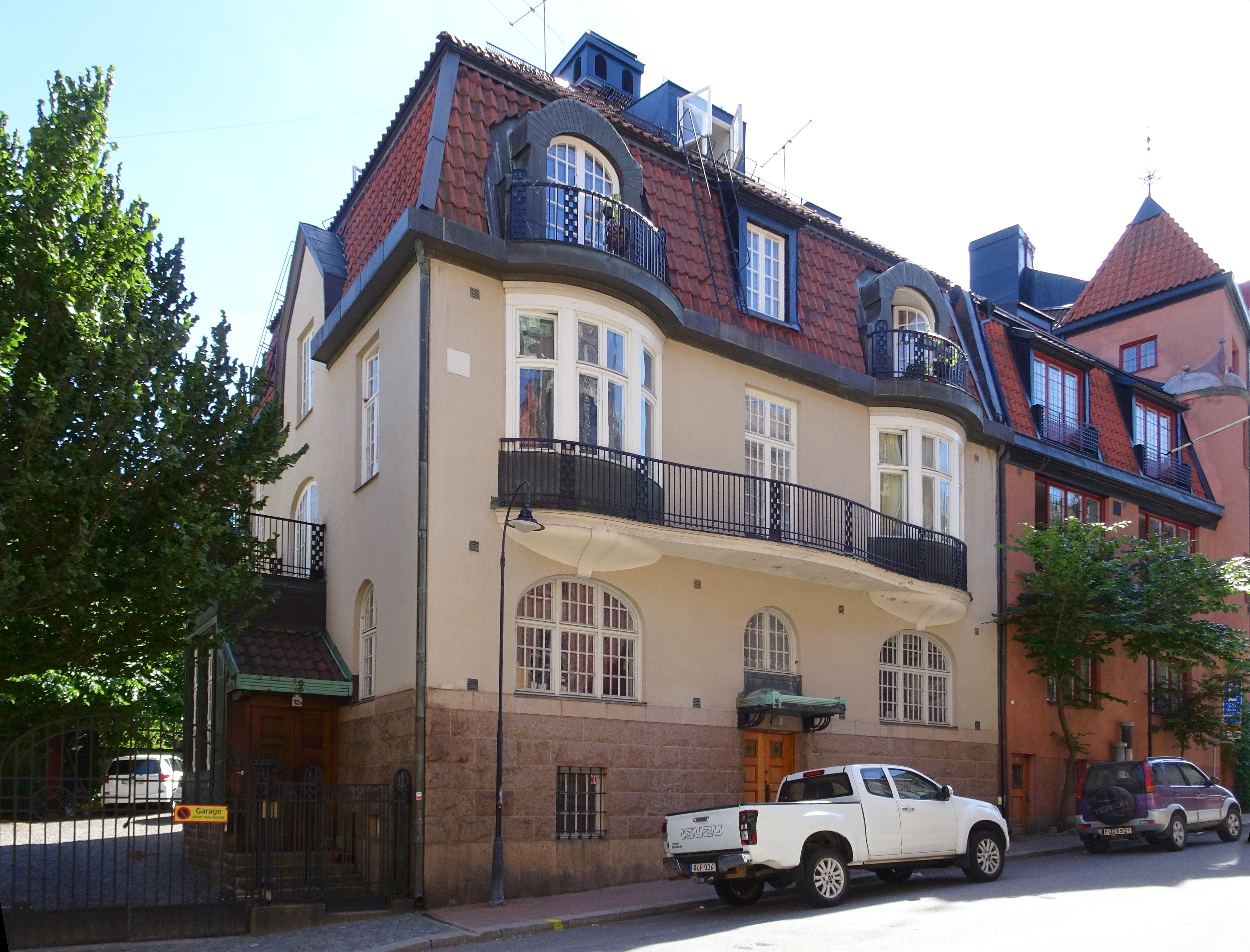
Piplärkan 6 och 5 från norr.
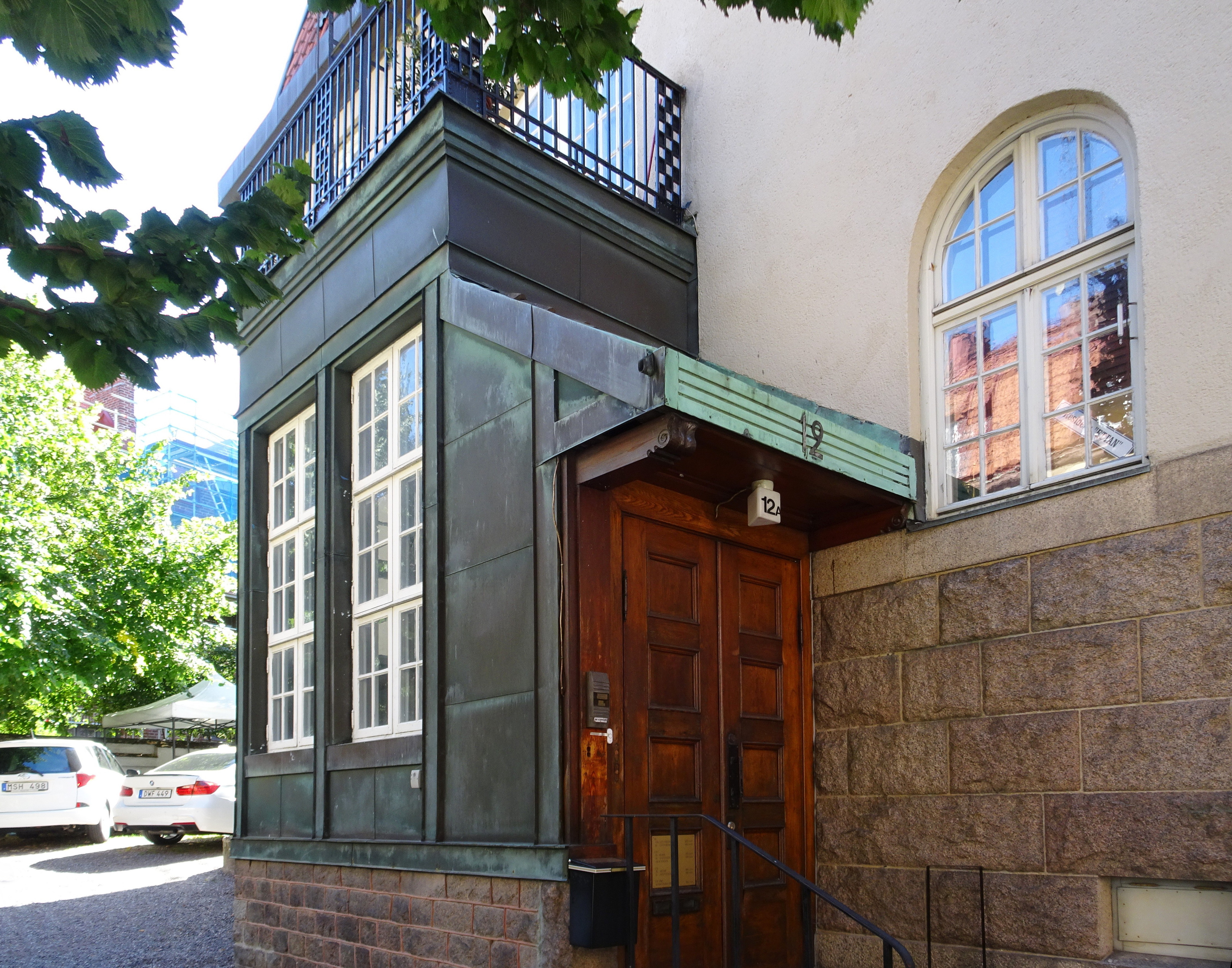
Huvudentrén Baldersgatan 12A.
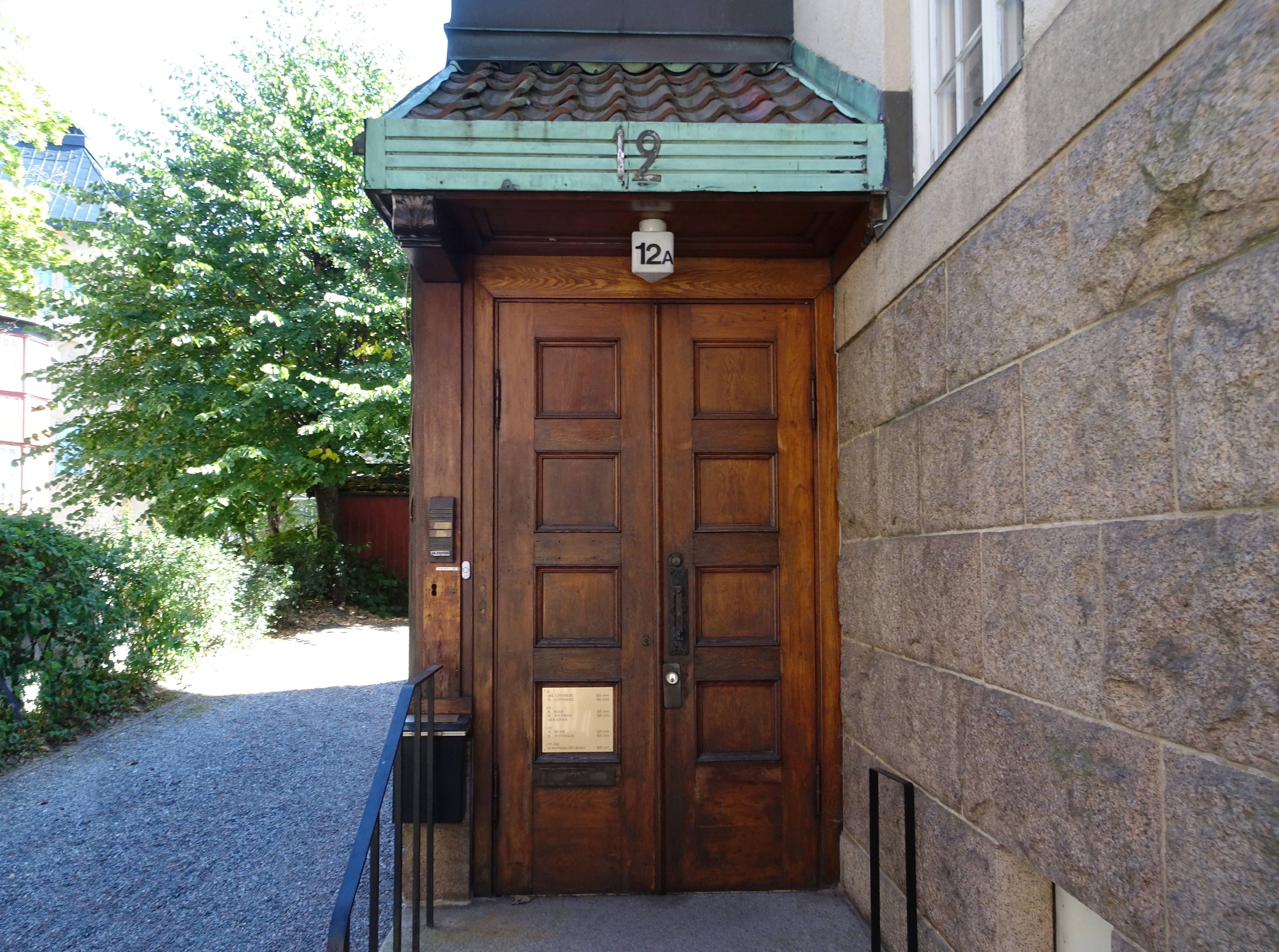
Huvudentrén Baldersgatan 12A.
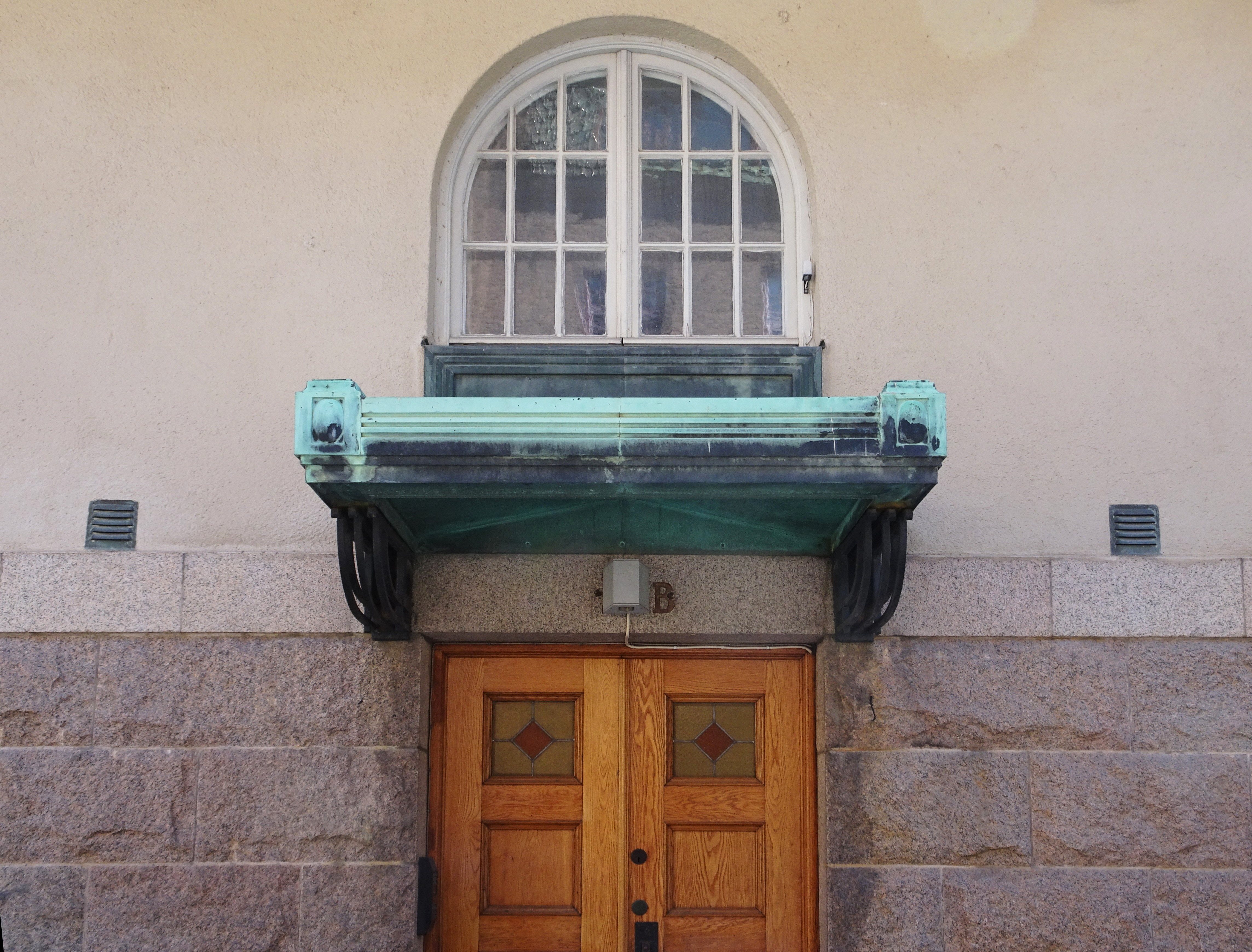
Skärmtaket sekundärentrén, Baldersgatan 12B.